# Beihania montaguei
Beihania montaguei är en fjärilsart som beskrevs av Edward P. Wiltshire 1980. Beihania montaguei ingår i släktet Beihania och familjen nattflyn. Inga underarter finns listade i Catalogue of Life.